# (466971) 2016 BH8
(466973) 2016 BR8 es un asteroide perteneciente al cinturón de asteroides, descubierto el 19 de diciembre de 2003 por el equipo Spacewatch desde el Observatorio Nacional de Kitt Peak (Arizona, Estados Unidos).